# Stánek s polibky
Stánek s polibky (v anglickém originále The Kissing Booth) je americký romantický komediální film z roku 2018. Režie se ujal Vince Marcella. Snímek je inspirován stejnojmenným románem Beth Reekles. Hlavní role hrají Molly Ringwald, Joey King, Jacob Elordi a Joel Courtney. Film měl premiéru dne 11. května 2018 na Netflixu. 

## Obsazení
- Joey King jako Elle Evans
- Joel Courtney jako Lee Flynn
- Jacob Elordi jako Noah Flynn
- Molly Ringwald jako paní  Flynnová
- Byron Langley jako Warren

## Produkce
V červnu 2014 byl Vince Marcello najat, aby napsal scénář k filmové adaptaci románu The Kissing Booth od Beth Reekles, který byl původně publikován na Wattpadu.  V listopadu roku 2016 bylo oznámeno, že Netflix zakoupil práva na film. V lednu 2017 bylo potvrzeno, že Joey King a Molly Ringwald si zahrají hlavní role ve filmu.
Natáčení probíhalo v Los Angeles v Kalifornii a v Kapském Městě v Jižní Africe. Některé scény se natáčely na Univerzitě v Kapském Městě (UCT) od ledna do dubna roku 2017.

## Vydání
Film měl premiéru dne 11. května 2018 na Netflixu. Podle Netflixu si jeden ze tří diváků film pustil znovu, „což je o 30 procent vyšší než průměrná frekvence sledování filmů na Netflixu.“ 

## Recenze
Na recenzní stránce Rotten Tomatoes získal z 8 započtených recenzí 13 procent s průměrným ratingem 3,7 bodů z deseti. Na Česko-Slovenské filmové databázi snímek získal 63 procent. 

## Sequel
Dne 14. února 2019 bylo ohlášeno natáčení pokračování s názvem The Kissing Booth 2.